# Johan Baptist Schreiber
Johan Baptist Schreiber, född 1856 i Belgien, död 1889, var en österrikisk cirkusdirektör.
Schreiber föddes i Belgien och tillhörde en österrikisk cirkussläkt. Han flyttade till senare till Sverige.
Schreiber gifte sig med Bertha Lindberg 1879. Och hon medverkade bland annat på hans cirkus "Cirkus Equestre". I äktenskapet föddes dottern Baptista Schreiber, senare omgift Baptista Schreiber-Mijares.